# Kevin C. Foy
Kevin C. Foy (ur. 1956) – amerykański polityk, demokrata.
Kevin C. Foy urodził się w Ohio, gdzie dorastał i chodził do szkoły. Z wyróżnieniem ukończył Kenyon College, a następnie wydział prawa North Carolina Central University. Pod koniec lat 80. wraz z żoną Nancy przeniósł się do miasta Chapel Hill, w którym pełnił funkcję burmistrza w okresie 3 grudnia 2001 do 3 grudnia 2009.